# Fuchsstadt (Bawaria)
Fuchsstadt – miejscowość i gmina w Niemczech, w kraju związkowym Bawaria, w rejencji Dolna Frankonia, w regionie Main-Rhön, w powiecie Bad Kissingen, wchodzi w skład wspólnoty administracyjnej Elfershausen. Leży około 15 km na południowy zachód od Bad Kissingen, przy drodze B287.

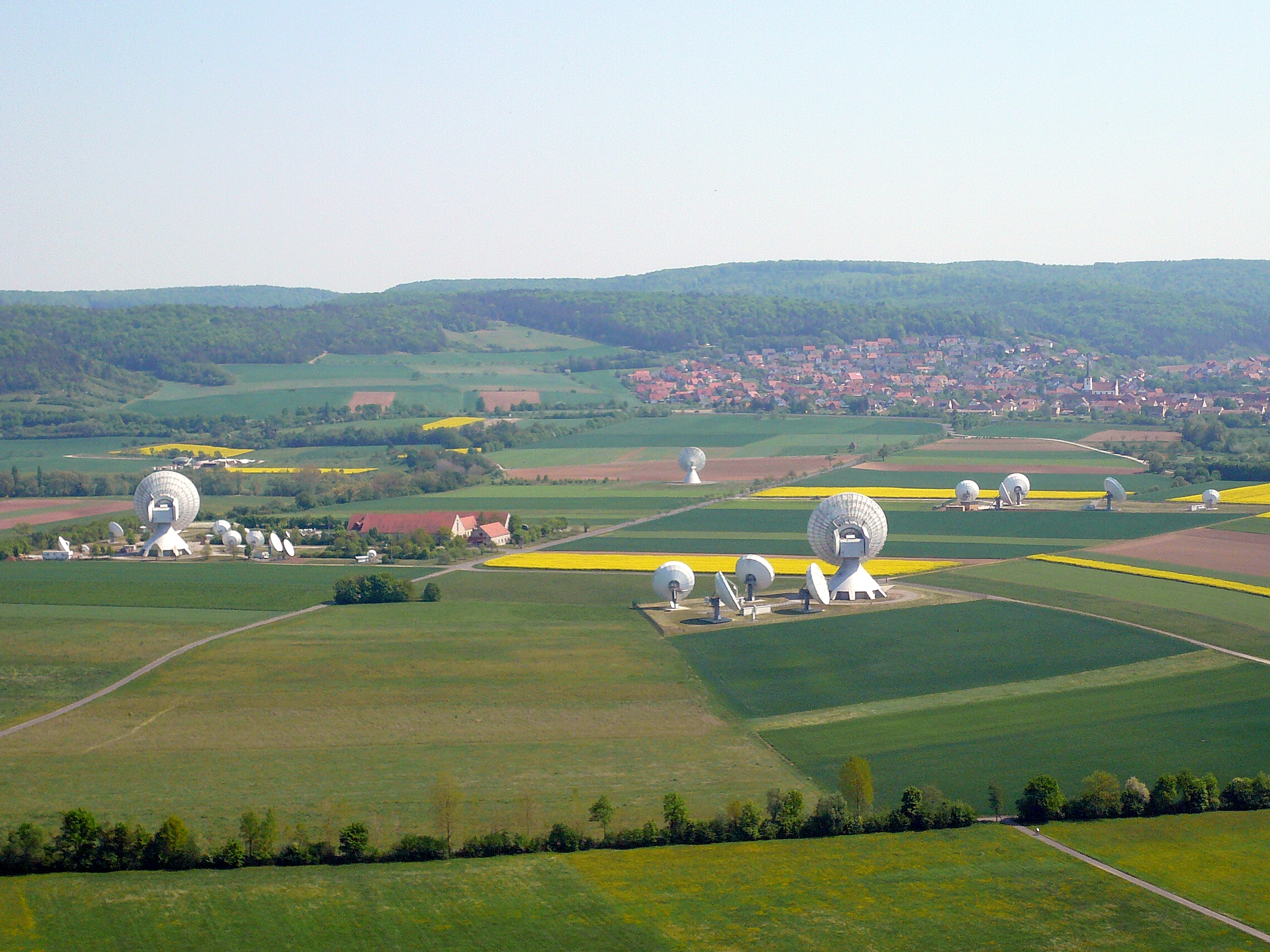
Widok z lotu ptaka na węzeł łączności satelitarnej. Dwie największe anteny mają 32 metry średnicy.

Na terenie gminy znajduje się jedna z największych na świecie stacji naziemnych łączności satelitarnej. Zespół około 50 anten parabolicznych (w tym 23 o średnicach powyżej 9,3 metra) służy do nadawania i odbioru sygnałów satelitarnych. Należy do operatora satelitarnego Intelsat.

## Demografia
| Rok  | Liczba mieszk. |
| ---- | -------------- |
| 1970 | 1.339          |
| 1987 | 1.446          |
| 2003 | 1.833          |
| 2005 | 1.851          |